# فرانسیسکو آرسه
فرانسیسکو آرسه (انگلیسی: Francisco Arce؛ زادهٔ ۲ آوریل ۱۹۷۱) بازیکن بازنشسته و مربی فوتبال اهل پاراگوئه است.
از باشگاه‌هایی که در آن بازی کرده‌است می‌توان به پالمیراس، گرمیو، و گامبا اوساکا اشاره کرد.
وی همچنین در تیم ملی فوتبال پاراگوئه بازی است و در دو جام جهانی ۱۹۹۸ و ۲۰۰۲ جزو ترکیب بازیکنان این تیم بوده است.